# Hoya paziae
Hoya paziae är en oleanderväxtart som beskrevs av D. Kloppenburg. Hoya paziae ingår i släktet Hoya och familjen oleanderväxter. Inga underarter finns listade i Catalogue of Life.